# Grade e Carralcova
Grade e Carralcova (oficialmente: União das Freguesias de Grade e Carralcova) é uma freguesia portuguesa do município de Arcos de Valdevez, com 13,96 km² de área e 450 habitantes (censo de 2021). A sua densidade populacional é 32,2 hab./km².

## História
Foi constituída em 2013, no âmbito de uma reforma administrativa nacional, pela agregação das antigas freguesias de Grade e Carralcova e tem sede em Grade.

## Demografia
A população registada nos censos foi:
| Distribuição da População por Grupos Etários | Distribuição da População por Grupos Etários | Distribuição da População por Grupos Etários | Distribuição da População por Grupos Etários | Distribuição da População por Grupos Etários | Distribuição da População por Grupos Etários |
| -------------------------------------------- | -------------------------------------------- | -------------------------------------------- | -------------------------------------------- | -------------------------------------------- | -------------------------------------------- |
| Antes da agregação                           |                                              |                                              |                                              |                                              |                                              |
| Ano                                          | 0-14 anos                                    | 15-24 anos                                   | 25-64 anos                                   | >= 65 anos                                   | Total                                        |
| 2001                                         | 68                                           | 73                                           | 215                                          | 178                                          | 534                                          |
| 2011                                         | 56                                           | 35                                           | 223                                          | 203                                          | 517                                          |
| Após a agregação                             |                                              |                                              |                                              |                                              |                                              |
| Ano                                          | 0-14 anos                                    | 15-24 anos                                   | 25-64 anos                                   | >= 65 anos                                   | Total                                        |
| 2021                                         | 31                                           | 34                                           | 154                                          | 231                                          | 450                                          |